# روباه قطبی
روباه قُطبی (Vulpes lagopus) گونه‌ای روباه است که در نواحی قطبی اروپا، آسیا و آمریکای شمالی زندگی می‌کند. طول بدن این جانور بین ۴۶ تا ۶۸ سانتیمتر است و اندازهٔ دم آن‌ها تا ۳۵ سانتی‌متر می‌رسد.
روباه قطبی به خوبی برای زندگی در هوای بسیار سرد تکامل پیدا کرده و ضخیم‌ترین خز را دارد که باعث می‌شود بتواند حتی تا دمای منفی ۷۰ درجه را تحمل کند. آن‌ها بدنی مدور و پاهای کوتاه و پرمو دارند و گوش‌های آن‌ها کوچک و تقریباً گرد است تا دفع گرما به حداقل برسد. این روباه جوندگان کوچک، توله فک، ماهی، پرندگان آبزی و دریایی را شکار می‌کند و همچنین از لاشه‌ها و باقی‌مانده غذای خرس قطبی، میوه‌ها، گیاهان دریایی، حشرات و بی‌مهرگان دیگر هم تغذیه می‌کند.
در سرتاسر فصل زمستان، روباه‌های قطبی پوشش سفید رنگ زیبایی دارند. این پوشش به آن‌ها قابلیت پنهان شدن در برف‌های قطب شمال را می‌دهد. به طوری که روباه‌های قطب شمال به شکل مؤثری قادر به شکار خرگوش و ماهی هستند. در تابستان سال بعد رنگ آن‌ها قهوه ای می‌شود.
روباه‌های قطبی در ماه‌های مه و ژوئن پس از ۵۱ تا ۵۷ روز بارداری چهار تا یازده توله به دنیا می‌آورند و پدر و مادر هر دو از توله‌ها نگهداری می‌کنند. روباه قطبی حیوانی تک‌همسر است و لانه‌های زیرزمینی پیچیده‌ای برای بزرگ کردن توله‌های خود می‌سازند و گاهی اعضای دیگر خانواده نیز به آن‌ها در پرورش توله‌ها کمک می‌کنند.
این روباه‌ها در تابستان پوششی متفاوت دارند که به رنگ کوه‌ها و صخره‌هاست و در زمستان، سفید رنگ شده و به رنگ برف در می‌آیند. جانورانی چون عقاب طلایی، گرگها و خرس از دشمنان و شکارچیان اصلی روباه‌های قطبی هستند.

## فیزیولوژی
روباه قطبی دارای ژن‌های مفید برای مقابله با دوره‌های سرمای شدید و گرسنگی است. توالی‌یابی ترانسکریپتوم دو ژن را شناسایی کرده است که تحت گزینش مثبت قرار دارند: پروتئین انتقال گلیکولیپید حاوی دامنه 1 (GLTPD1) و همولوگ ۲ ژن سرطان‌زا ویروس تیموما موش V-akt (AKT2). GLTPD1 در متابولیسم اسیدهای چرب شرکت می‌کند، در حالی که AKT2 به متابولیسم گلوکز و انتقال سیگنال‌های انسولین مربوط می‌شود.
حدود ۲۲ درصد از کل سطح بدن روباه قطبی به راحتی گرما را تاب می‌آورد، در مقایسه با روباه‌های قرمز - ۳۳ درصد. مناطقی با بیشترین از دست دادن گرما - بینی، گوش‌ها، پاها و کف پاها هستند، که برای تنظیم دما در تابستان مفید است. علاوه بر این، روباه قطبی در بینی خود مکانیزم خنک‌کننده تبخیری مفیدی مانند سگ‌ها دارد که مغز را در تابستان و در حین ورزش خنک نگه می‌دارد. رسانایی حرارتی خز روباه قطبی در تابستان و زمستان یکسان است؛ با این حال، رسانایی حرارتی روباه قطبی در زمستان پایین‌تر از تابستان است زیرا ضخامت خز تا ۱۴۰ درصد افزایش می‌یابد. در تابستان، رسانایی حرارتی بدن روباه‌های قطبی ۱۱۴ درصد بالاتر از زمستان است، اما دمای داخلی بدنشان در طول سال ثابت است.
میانگین جرم مخصوص BMR و BMR کلی در زمستان ۳۷ درصد و ۲۷ درصد کمتر از تابستان است. در زمستان، روباه قطبی BMR خود را از طریق افسردگی متابولیکی کاهش می‌دهد تا ذخایر چربی را حفظ کرده و نیازهای انرژی را به حداقل برساند. خز ضخیم که روباه قطبی را از بینی تا نوک دم پوشانده است، نقش مهمی در عایق‌بندی دارد و تا دماهای -۵۰ درجه سانتی‌گراد (-۵۸ درجه فارنهایت) گرما را حفظ می‌کند.
یکی از روش‌هایی که روباه‌های قطبی دمای بدن خود را تنظیم می‌کنند، استفاده از تبادل حرارت متقابل در جریان خون پاهایشان است. روباه‌های قطبی می‌توانند پای خود را به‌طور مداوم بالاتر از نقطه انجماد بافت (-۱ درجه سانتی‌گراد (۳۰ درجه فارنهایت)) نگه دارند، به طوری که بر روی سطوح سرد بدون از دست دادن تحرک و بدون احساس درد بایستند. آنها این کار را با افزایش گشاد شدن رگ‌ها و جریان خون به شبکه مویرگی روی سطح پد پا که مستقیماً با برف در تماس است، انجام می‌دهند، نه کل کف پا.